# مركز شيبا الطبي
مركز حاييم شيبا الطبي في تل هاشومير (بالعبرية: המרכז הרפואי ע"ש חיים שיבא – תל השומר‏) (وتسمى أيضا مستشفى تل هاشومير) هو أكبر مستشفى في إسرائيل،  ويقع في في حي تل هاشومير في مدينة رمات غان التابعة لمنطقة تل أبيب الإدارية بإسرائيل.
في عام 2020، صنفته مجلة نيوزويك الأمريكية كتاسع أفضل مستشفى في العالم. وفي عام 2021 صُنف كعاشر أفضل مستشفى في العالم، والأول في إسرائيل.

## التاريخ

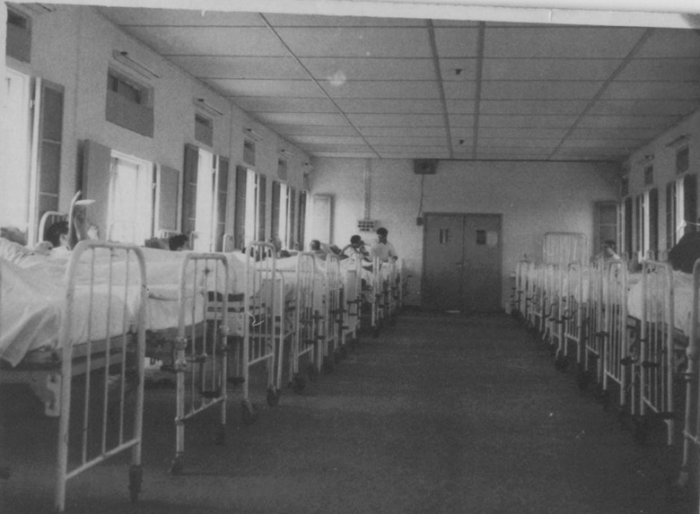
مستشفى تل هاشومير، 1947

أنشا المستشفى في عام 1948 كأول مستشفى عسكري إسرائيلي، لعلاج الجرحى الإسرائيليين في الحرب العربية الإسرائيلية عام 1948. وتأسس في منطقة ثكنات عسكرية مهجورة من عهد الانتداب البريطاني في فلسطين، وكان يُعرف في الأصل باسم المستشفى العسكري رقم 5. وقام رئيس الوزراء الإسرائيلي دافيد بن غوريون بإعادة تسميته باسم مستشفى تل هاشومير.
في عام 1953، أصبح مستشفى مدنيًا، وأصبح الدكتور حاييم شيبا مديرًا له. وبعد سُمي المستشفى باسمه تكريما له. ثم شغل مردخاي شاني منصب المدير العام للمستشفى لمدة ثلاثة وثلاثين عامًا.
ويقع على مساحة 800 دونم (0.80 كـم2؛ 0.31 ميل2) في شرق مدينة رمات غان. ويشمل المستشفى 120 قسمًا وعيادة. وبه 1430 سريرًا ويعمل به حوالي 1250 طبيبًا و 2300 ممرضة و1500 عامل رعاية صحية. وتشغل المستشفى حوالي 1700 آخرين ضمن طاقم العمل، وما يقرب من 1000 متطوع وباحث ومتدرب أجانب على المدى الطويل.
ويسجل المستشفى حوالي ميلون زيارة مريض سنويًا، بما في ذلك مائتي ألف حالة طوارئ سنويًا، ويقوم بإجراء أكثر من مليوني فحص طبي من جميع الأنواع كل عام، بميزانية سنوية تبلغ 320 مليون دولار تقريبا. ويتلقى المستشفى دعما ماليا من خلال التبرعات التي تتدفق عليه من شبكة من المتبرعين والأصدقاء من جميع أنحاء العالم.

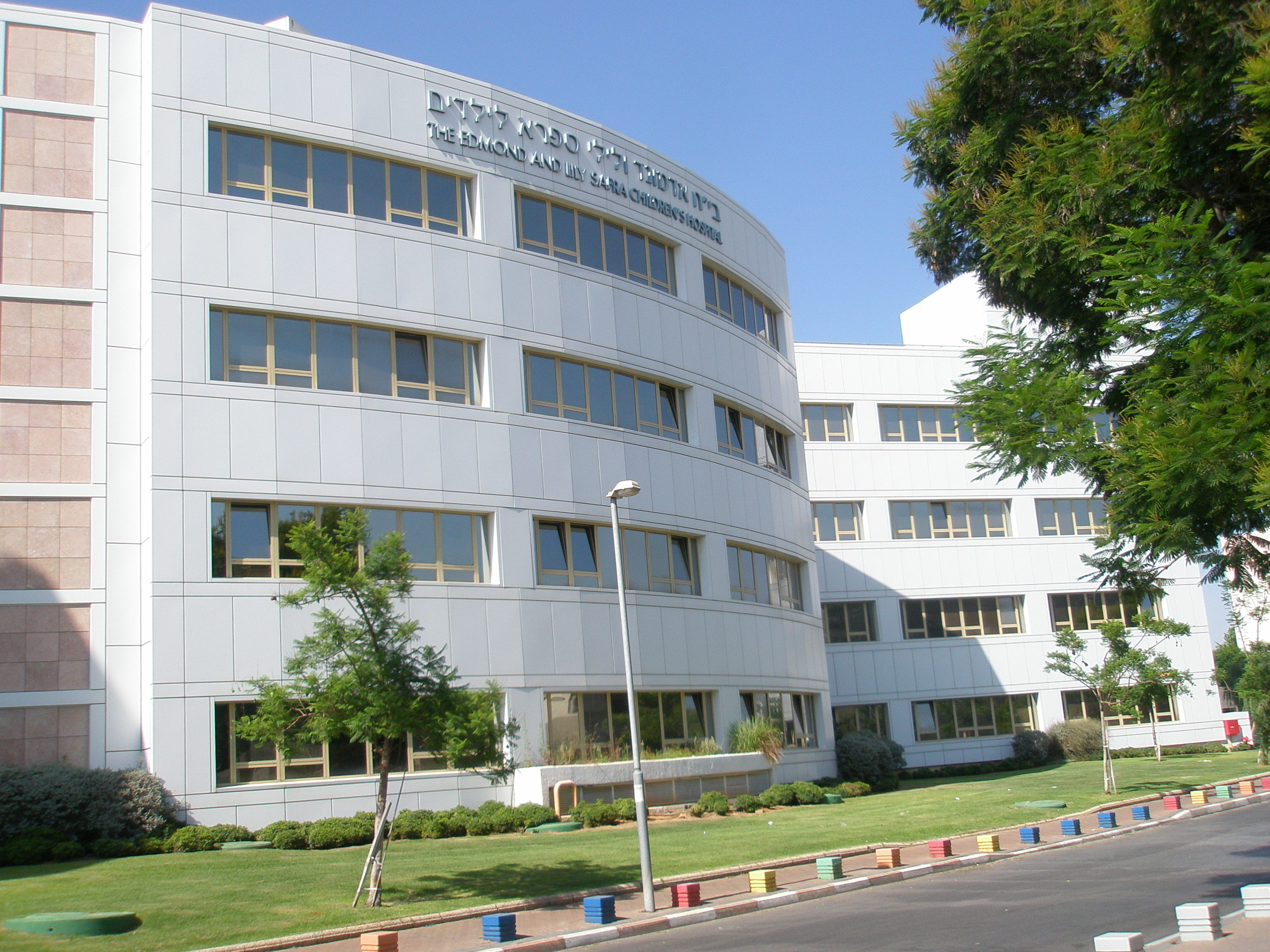
مستشفى "سافرا" للأطفال

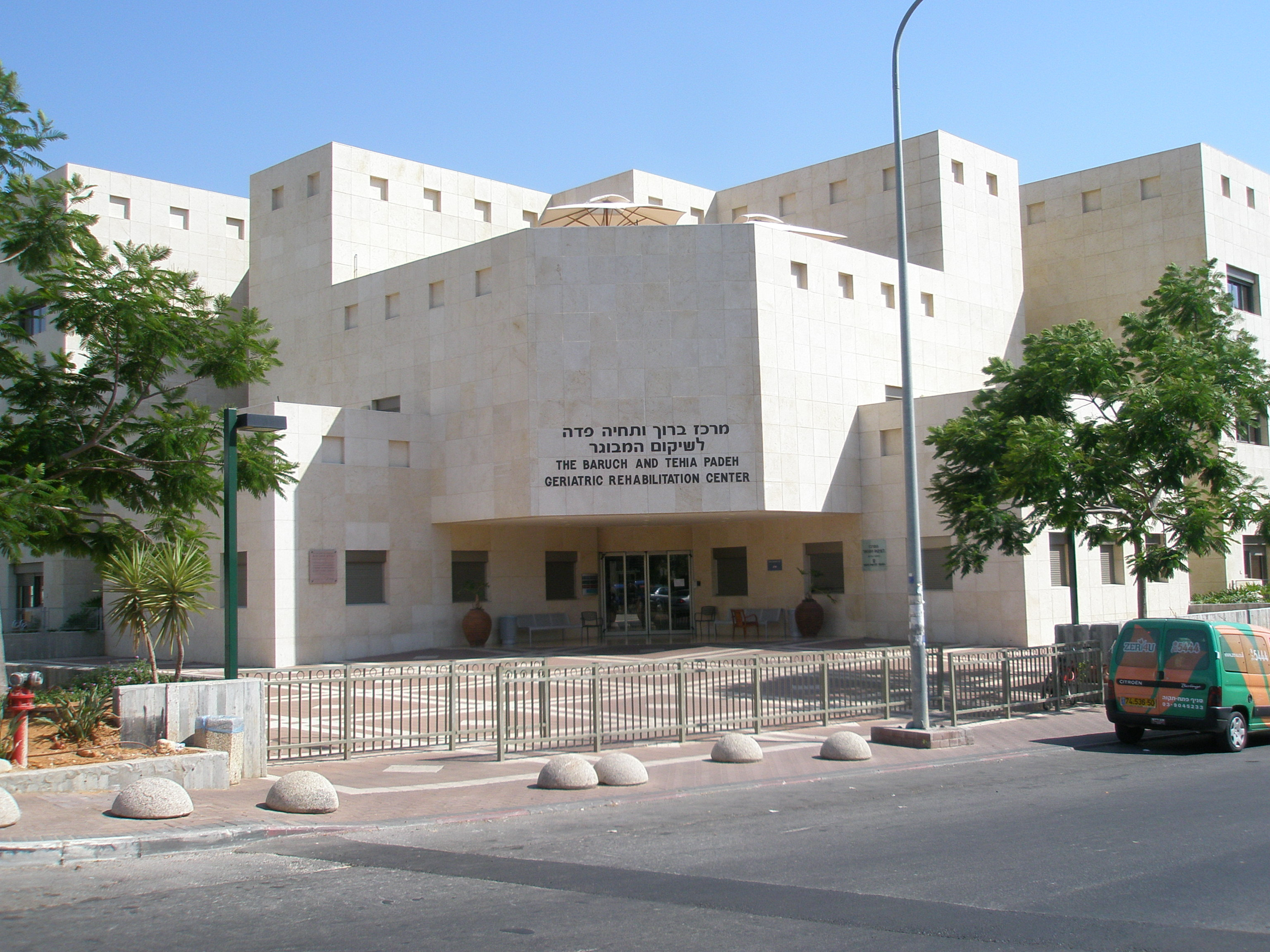
مركز "باديه" لإعادة تأهيل المسنين

كما يضم مستشفى للرعاية المركزة، ومستشفى لإعادة التأهيل (والذي يعتبر أحد أكبر مستشفيات إعادة التأهيل في العالم، بسعة 800 سرير و 14 مبنى)، ومستشفى للنساء، ومستشفى للأطفال، وعيادة اضطرابات الأكل، وعيادة اضطراب ما بعد الصدمة للجنود،   وبه أيضا قسم للمختبر وقسم للعيادات الخارجية وقسم للحرم الجامعي.
ومستشفى شيبا هو مقر للمركز الوطني الإسرائيلي للسياسة الصحية وبحوث الأوبئة (ما يعادل المعاهد الوطنية الأمريكية للصحة)، والمركز الوطني الإسرائيلي للمحاكاة الطبية (MSR) المشهور دوليًا،  وبنك الدم الوطني الإسرائيلي وبنك دم الحبل السري، ومركز «سافرا» الدولي لأمراض القلب الخلقية. وتشمل المراكز الرئيسية الأخرى في شيبا مراكز علاج وأبحاث السرطان في شيبا،  ومركز شيبا للقلب الذي أنشأه ليف ليفيف،  وشركة تل هاشومير للأبحاث الطبية والبنية التحتية والخدمات المحدودة، والتي تقدم استشارات عالمية وخدمات تدريب  ويوجد أيضًا فندق لإعادة التأهيل، وفندق شيليف المخصص للمرضى في مرحلة النقاهة، ويحتوي على 36 غرفة مزدوجة وجناح طبي مع مكتب للأطباء وغرفة للممرضات وغرفة علاج.

## نشاط المستشفى عالميا
ويقدم مستشفى شيبا أيضا الخدمات للمرضى من جميع أنحاء الشرق الأوسط، بما في ذلك العديد من المرضى (خاصة الأطفال) من مناطق السلطة الوطنية الفلسطينية. كما يقدم التوجيه والإرشاد في تخطيط وبناء وتشغيل أنظمة الرعاية الصحية والمستشفيات في جميع أنحاء العالم.  فساعد على سبيل المثال في تأسيس عيادة متعددة التخصصات في أوكرانيا، ومركز تصوير طبي في أوزبكستان، ومركز طبي في جمهورية غينيا الاستوائية، ومركز للأورام في موريتانيا، ومستوصف في ساحل العاج، وغيرها. كما قام بإرسال دعمًا طبيًا إلى كوسوفو وأرمينيا وكمبوديا وسريلانكا ورواندا. كما يتم علاج العديد من المرضى من السلطة الفلسطينية والعالم العربي في شيبا.
وبعد حدوث انفجار هائل في غينيا الاستوائية، أرسل مركز شيبا الطبي بعثة إغاثة طبية. وأيضا أجريت جراحة قلبية طارئة لثمانية أطفال أكراد من قبل جراحي القلب والصدر للأطفال في مركز شيبا.
وفي أثناء تفشي وباء كورونا أرسل المركز في ديسمبر 2020 فريقًا طبيًا لمتخصص في مكافحة الأوبئة إلى منطقة بيدمونت في شمال إيطاليا. كما تم إرسال شحنة كبيرة من المعدات إلى أوروغواي مع خبراء في اللوجستيات والعلاج والتخفيف من الوباء.
وفي عام 2021 وبعد توقيع اتفاقيات تطبيع بين دولة إسرائيل ودولة الإمارات العربية المتحدة برعاية الولايات المتحدة الأمريكية، أعلنت دولة الإمارات العربية المتحدة عن توقيع مذكرة تفاهم مع مركز شيبا الطبي. وبحسب بيان صادر عن وكالة أنباء الإمارات، تهدف مذكرة التفاهم إلى «خلق إطار للتعاون في تطوير وتحسين خدمات الرعاية الصحية لتلبية احتياجات مجتمع أكثر صحة».

## الأبحاث السريرية

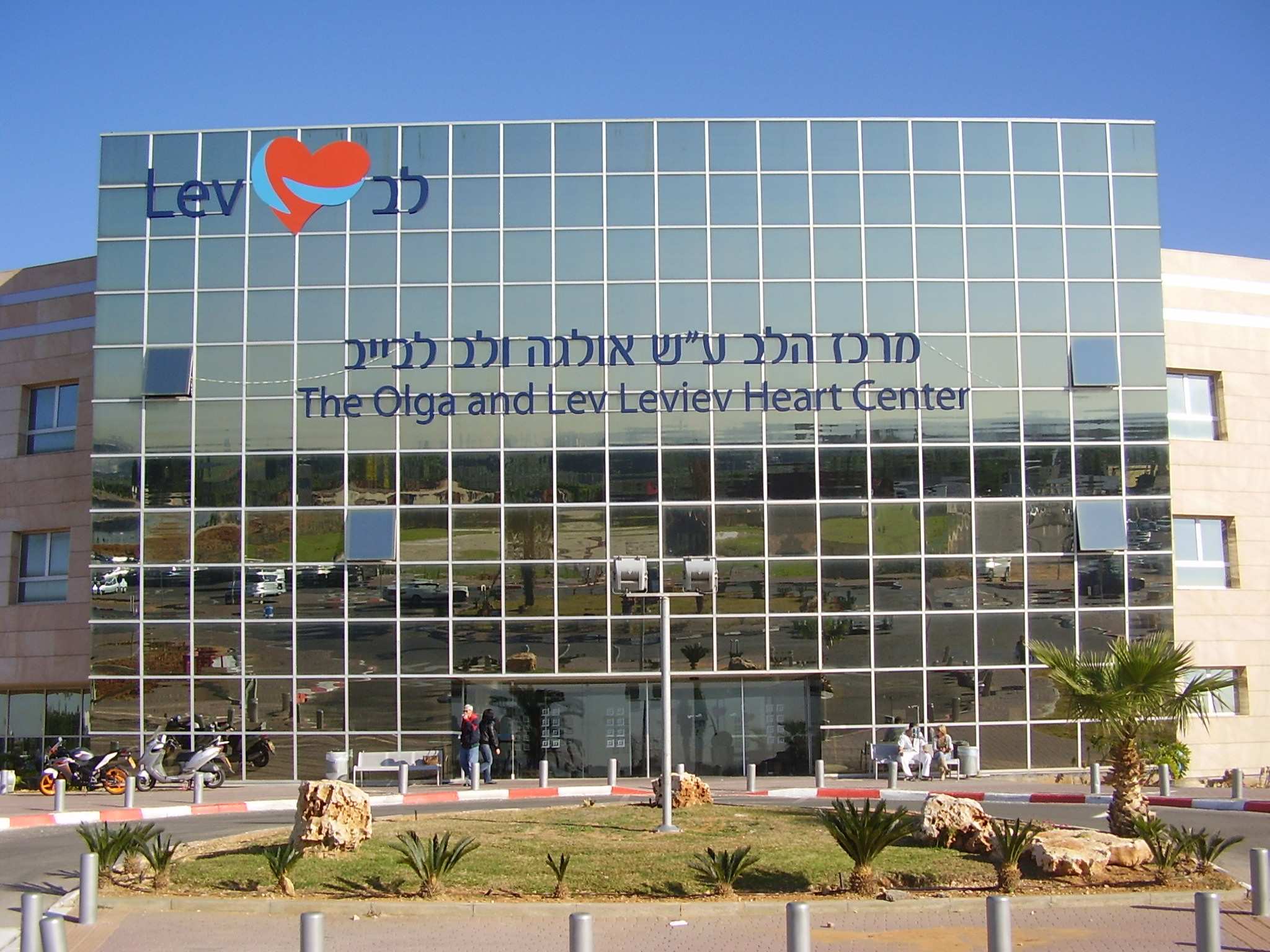
مركز القلب في مركز شيبا الطبي

يتم إجراء عدد كبير من الأبحاث السريرية في إسرائيل في مركز شيبا الطبي، والذي يعتبر المقر الرئيسي للدراسات العلمية المتعلقة بصحة الإنسان التي يجريها معهد وايزمان للعلوم وجامعة تل أبيب وجامعة بار إيلان.  في عام 2011، تصدرت شيبا قائمة المستشفيات الإسرائيلية من حيث الإيرادات المكتسبة من خلال البحث، بقيمة 42.4 مليون شيكل، لكنها جاءت في المرتبة الثانية في عام 2012.
ويتضمن البحث العلمي في شيبا دراسة الحمل بعد زرع نسيج مبيض محفوظ بالتبريد في مريضة تعاني من فشل المبايض بعد العلاج الكيميائي. وكذلك دراسة عن المادة الحيوية للخلايا الجذعية المستندة إلى الجينات المحقونة في ضحايا النوبات القلبية والتي قد تقوم بإصلاح أنسجة القلب.
وأظهرت دراسة أن مستخدمي الهواتف المحمولة بكثافة معرضون لمخاطر أعلى للإصابة بأورام حميدة وخبيثة في الغدة اللعابية.
وطورت شركة فينتور للتكنولوجيا الإسرائيلية نوعًا جديدًا من صمامات القلب يمكن زراعتها بالقسطرة بدلاً من جراحة القلب المفتوح. وتم بيع هذا الاختراع لشركة ميدترونيك لصناعة الأجهزة الطبية في عام 2009 مقابل 325 مليون دولار أمريكي، ذهب منها حوالي 10٪ منها إلى مركز شيبا الطبي.
وفي أكتوبر 2020، أجرى المستشفى اختبارًا سريعًا لفيروس كورونا يكتشف أجزاء البروتين من الفيروس ويعطي النتائج في غضون دقيقتين إلى 15 دقيقة.

## التدريب الأجنبي
في عام 2011، وقع المستشفى اتفاقيات مع جامعة سانت جورج في لندن ومع جامعة نيقوسيا (قبرص) لتدريب طلاب الطب مقابل رسوم قدرها 25000 يورو لكل طالب ومنحهم درجات بكالوريوس الطب والجراحة. وانتقد عمداء العديد من كليات الطب الإسرائيلية، بما في ذلك يوسف مكوري من كلية الطب في ساكلر بجامعة تل أبيب، وريفكا كارمي، رئيسة جامعة بن غوريون، البرنامج، زاعمين أنه سيضر بجودة التعليم الطبي الذي يتلقاه الطلاب الإسرائيليون، ويضر بالرعاية الطبية في إسرائيل.

## السياحة الطبية
في تقرير عام 2018 عن السياحة العلاجية، ذكرت وزارة المالية الإسرائيلية أن مركز شيبا الطبي كسب 129 مليون شيكل من السياح الذين يأتون إلى إسرائيل من أجل السياحة الطبية، في العام السابق.

## جوائز وتقديرات

لافتة دعائية تظهر تصنيف مجلة نيوزويك لمركز شيبا الطبي بين أفضل 10 مستشفيات في العام

في عام 2020، صنفت مجلة نيوزويك مركز شيبا الطبي في المرتبة التاسعة بين أفضل المستشفيات في العالم.  وفي عام 2021، تم تصنيفها على أنها عاشر أفضل مستشفى في العالم، وسجلت أعلى نسبة لمستشفى إسرائيلي. 

## أطباء مشهورون

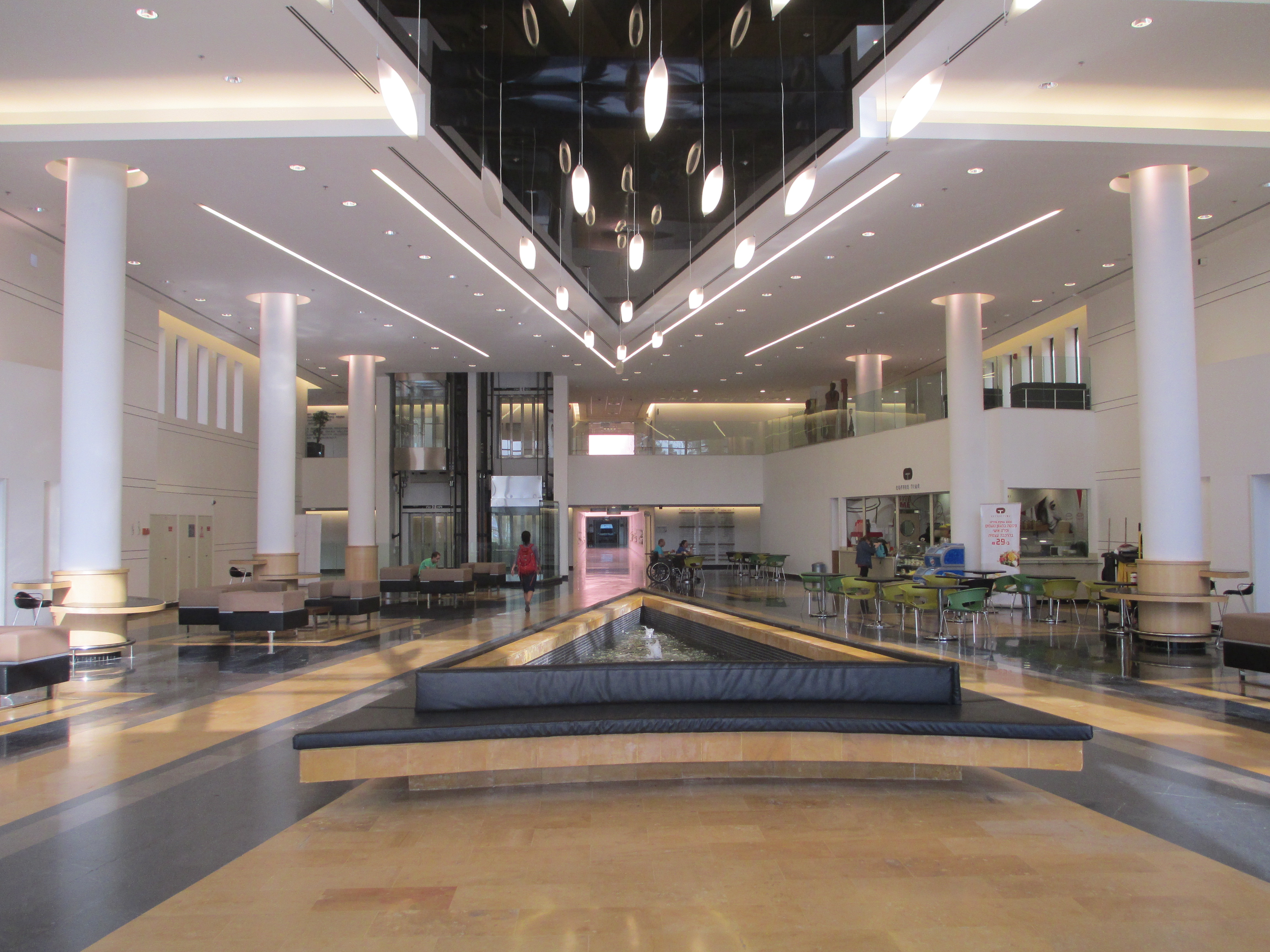
مركز شيب لإعادة التأهيل، 2015

- موشيه ماني
- يعقوب سادي
- إيلي شوارتز
- ليمور شريبمان شارير

## مرضى مشهورون
- أسياس أفورقي، رئيس إريتريا
- أرئيل شارون رئيس وزراء إسرائيل

## الجدل
في يوم 12 يونيو 2008 الساعة 11 صباحًا، قام مركز شيبا الطبي بتسريح عمر أبو جريبان، رغم حاجته إلى عناية طبية ووجوده في حالة اضطراب، وسلمته للشرطة. وبعد يومين، عُثر عليه ميتًا على جانب الطريق 443، حافي القدمين، ولا يزال يرتدي رداء المستشفى، وقسطرة، وحفاضات. يُزعم أن أبو جريبان، وهو فلسطيني من غزة، سرق سيارة وأصيب بجروح خطيرة في حادث يوم 28 مايو 2008، وتم علاجه في مركز شيبا الطبي، لكنه خرج من المستشفى في حالة سيئة للغاية. اقتادوه في البداية إلى مركز شرطة رحوفوت، ثم ألقوا به على جانب طريق سريع، حافي القدمين وبدون طعام أو ماء. ومات من الجفاف. وبعد التعرف على جثته، ألقى أفراد الشرطة وطاقم المستشفى باللوم على بعضهم البعض في وفاته. في عام 2012، أدين ضابطا شرطة إسرائيليان بارتكاب جريمة قتل بسبب الإهمال وحُكم عليهما بالسجن لمدة عامين ونصف. وتم دفع تعويضات لأسرة الضحية باسم الشرطة والمستشفى.
في عام 2014، أثناء هجوم الجيش الإسرائيلي على قطاع غزة (الحرب على غزة 2014)، نشرت ممرضة فلسطينية في العيادة على فيسبوك أن " الجيش الإسرائيلي مجرمو حرب، لا يقتل إلا الأبرياء، وصرحت مسؤول في الحكومة أن هذا المنشور نشر بالخطأ وأن التحقيقات جارية لمعرفة ملابسات الحادث. أوقف مدير المستشفى زئيف روتشتاين الممرضة لمدة أسبوعين، وكتب أن تصريح الممرضة يشكل "مخالفة تأديبية". ووفقًا لحكم محكمة العمل، ألغى المستشفى التعليق، بينما أسقطت الممرضة طلب الإنذار ضد التعليق واعتذرت كتابةً لإدارة المستشفى عن المنشور على صفحتها على فيسبوك.
في عام 2020، جاء مصطفى يونس، عربي إسرائيلي، إلى العيادة لإجراء فحص نفسي. وداخل المستشفى، هدد شخصين بسكين، لكنه لم يصب أحداً. تبعه حراس أمن المستشفى وأبعدوه بالقوة من سيارته عندما كان على وشك المغادرة. طعن يونس أحد الحراس في رأسه مما أدى إلى إصابته بجروح طفيفة. نزع الحراس سلاحه وشلوا حركته على الأرض، ثم شرعوا في إطلاق النار عليه خمس أو ست مرات وقتلوه. وفقط بعد عدة احتجاجات، فتحت الشرطة تحقيقا في القتل.

## روابط خارجية
- مركز شيبا الطبي